# 日本厚朴
日本厚朴（学名：Magnolia obovata）为木兰科木兰属的植物。分布于日本千岛群岛以南以及中国大陆的东北、广州、青岛、北京等地，目前已由人工引种栽培。